# 顺河镇 (淮安市)
顺河镇，是中华人民共和国江苏省淮安市淮安区下辖的一个乡镇级行政单位。

## 行政区划
顺河镇下辖以下地区：
顺河社区、三堡村、艾口村、顺西村、双墩村、骆荡村、崔周村、何桥村、官路村、顺东村、延年村、三合村、双井村、大吉村、大蒋村和徐荡村。